# Syroloma major
Syroloma major là một loài nhện trong họ Lycosidae.
Loài này thuộc chi Syroloma. Syroloma major được Eugène Simon miêu tả năm 1900.